# ZAPPAtite
ZAPPAtite: Frank Zappa's Tastiest Tracks è una raccolta del compositore italo-americano Frank Zappa pubblicata postuma nel 2016.

## Il disco
Pubblicata nel settembre 2016, questa raccolta non è altro che una versione aggiornata di Strictly Commercial, una sua raccolta pubblicata nel 1995.

## Tracce
Testi e musiche di Frank Zappa.
1. I'm the Slime – 3:35
2. Dirty Love – 2:58
3. Dancin' Fool – 3:42
4. Trouble Every Day – 5:50
5. Peaches en Regalia – 3:38
6. Tell Me You Love Me – 2:33
7. Bobby Brown Goes Down – 2:49
8. You Are What You Is – 4:23
9. Valley Girl – 4:50
10. Joe's Garage – 6:09
11. Cosmik Debris – 4:14
12. Sofa No. 1 – 2:39
13. Don't Eat the Yellow Snow (single version) – 3:35
14. Titties & Beer – 7:17
15. G-Spot Tornado – 3:17
16. Cocaine Decisions – 3:53
17. Zoot Allures – 4:15
18. Strictly Genteel – 6:57